# هنري سميث فان إيتون
هنري سميث فـان إيتون (بالإنجليزية: Henry Smith Van Eaton)‏ هو محامي وقاضي وسياسي أمريكي، ولد في 14 سبتمبر 1826 في الولايات المتحدة، وتوفي في 30 مايو 1898 في الولايات المتحدة. حزبياً، نشط في الحزب الديمقراطي. وقد انتخب عضو مجلس النواب الأمريكي.